# Jelcz P-01
Jelcz P-01 — автобусный прицеп, выпускавшийся в 1960-х годах польским производителем Jelcz.
Его силовая конструкция была создана на основе кузова пригородного автобуса Jelcz 043/Škoda 706 RTO. Передняя и задняя торцевые стенки оригинального автобуса и данного прицепа идентичны. Благодаря применению системы рулевого управления, сопряжённого с дышлом специальной конструкции, прицеп позволял в сцепке с автобусом сохранять автопоезду хорошую манёвренность.